# Torpille G7e
La G7E, ou plus exactement la G7E / T2, G7E / T3 et G7E / T4 Falke sont les modèles de torpilles allemandes standards (à l'exception du T4) utilisés par les U-Boote pendant la Seconde Guerre mondiale. Désormais à propulsion électrique nécessitant un entretien à bord pour maintenir leur fonctionnalité, elles sont issues du modèle G7a à propulsion thermique.

## G7e / T2
Le modèle T2 de la G7e est entré en service avec les flottes de sous-marins allemands en 1936. C’est l’arme de prédilection des submersibles et des vedettes lance-torpilles, les fameux S-Boote. Son existence était pratiquement inconnue des Britanniques jusqu'à ce que des fragments d'une torpille soient retrouvés à la suite du naufrage du cuirassé Royal Oak en octobre 1939. Les avantages de la G7e par rapport à G7a repose sur sa simplicité et son coût de fabrication réduit de moitié (son coût est moitié moindre). La propulsion de la G7a est assurée par la combustion de paraffine et d'air comprimé. Ce système de propulsion thermique est en fait un véritable handicap : lors de son trajet vers la cible, la torpille produit un long sillage de bulles facilement repérable. De jour, ou par nuit claire, le sillage peut informer les escorteurs de la présence d'un U-Boot, le faisant ainsi passer de chasseur à gibier. La G7e T II, bien que moins performante (vitesse de 30 nœuds et rayon d'action de cinq kilomètres contre 40 nœuds et un rayon d'action de 7,5 km pour la G7a), ne connaît pas ce problème. La propulsion étant électrique avec deux hélices contrarotatives, aucun sillage n’apparaît après son lancement ; sa discrétion est donc bien supérieure. Pourtant une contre-partie existe : la nécessité de recharger les batteries au plomb oblige l'équipage à sortir la torpille des tubes tous les quatre ou cinq jours, une tâche exténuante pour l'équipage (les torpilles pèsent une tonne et la charge explosive varie entre 280 et 300 kilogrammes d’explosif). De plus, les batteries de ces torpilles devaient être préchauffées aux environs de 30 °C avant utilisation.
La faible portée et la vitesse n'étaient pas les seuls défauts de la T2. Les problèmes de mise à feu sont fréquents, certaines torpilles n’explosent pas, d'autres explosent avant d'atteindre leur cible. Leur stabilisation n'est pas au point non plus, parfois certaines font surface, d'autres passent sous la coque du navire visé. Jusqu’en 1942, les torpilles allemandes seront source de problèmes pour les U-Boote, parfois de précieuses cibles seront ratées, parfois elles les trahiront en révélant leur emplacement. Le cuirassé britannique HMS Nelson évite ainsi une destruction quasi certaine lorsque trois torpilles de l'U-56 sont tirées en sa direction : deux se cassent après avoir touché la quille et la troisième n'explose pas. Cela conduit le BdU à ordonner uniquement le tir de torpilles pour une détonation par contact.
L'explication de ces ratés sera découverte seulement en 1942 : le dispositif de réglage de profondeur est basé sur un système de capsule manométrique qui mesure la différence entre la pression à la profondeur d'immersion et la pression à l'intérieur du corps de la torpille. Or le presse-étoupe de la tige de commande du gouvernail de la torpille n'est pas rigoureusement étanche et comme l'atmosphère à l'intérieur du sous-marin en plongée est supérieure à la pression atmosphérique, à cause des manœuvres des ballasts, un surplus d'air passant par la fuite fausse le fonctionnement du capteur, après un certain temps passé en plongée (en surface, l'intérieur du sous marin est en communication avec l'air extérieur). Ce défaut sera particulièrement pénalisant durant la campagne de Norvège, où les U-Boote chassent « à l'affut » en restant de longues heures posés sur le fond à l'entrée des fjords.
Le célèbre cuirassé HMS Warspite réchappera ainsi à plusieurs torpilles tirées par le U47 de Günther Prien, lequel verra aussi échouer le tir de pas moins de huit torpilles lancées sur des cargos anglais... à l'ancre, des cibles en principe impossibles à manquer. Lors de son débriefing face à l'amiral Dönitz, Prien, un des meilleurs sous mariniers allemands, déclarera avec une franchise brutale : « Il est inutile de me renvoyer au combat avec un fusil en bois ». Une commission d'enquête, diligentée dès 1940 par l'amiral Raeder et présidée par Oskar Kummetz fera passer en cour martiale les responsables du contrôle qualité des torpilles mais sans que la cause technique du dysfonctionnement ne soit identifiée. Pour les trois mois de mars, avril et mai 1940, où les sous mariniers allemands coulèrent 126 000 tonnes de navires alliés, les rapports des commandants estimèrent à un total de 150 000 tonnes les conséquences des défauts des torpilles G7. Il est à noter que les sous-mariniers américains connurent exactement le même genre de déboires au début de la guerre du Pacifique et en vinrent à régler leurs torpilles avec une immersion nulle pour tenter de corriger le défaut.
Fin 1942, la mise à feu magnétique de la TII est améliorée, et l'équipement de maintien de la profondeur est en grande partie résolu. Dans le même temps, sa portée maximale passe de 5 000 à 7 500 m, alors que la production est diminuée au profil de la future T3.

## G7e / T3
Les améliorations apportées à la conception de la G7e / T2 ont été intégrées à la production du modèle suivant de torpille électrique destiné à la flotte de U-Boote. Introduite en 1942, la T3 représente une amélioration considérable par rapport au modèle précédent, ses exploseurs défectueux ayant été mis au rebut au profit d'une nouvelle conception.
Des progrès sont faits dans le système de guidage des torpilles avec l'apparition des systèmes « Fat », puis « Lut ». Le système « Fat » permet à la torpille, si la cible n'a pas été touchée, d'entamer une série de cercles augmentant ainsi les chances de toucher un navire du convoi. La première torpille équipée du système « Fat » (Flächenabsuchender Torpedo) est la G7a ; plus tard des T3 en seront aussi équipées. En 1943 est mis en service le système « Lut » (Lagenunabhängiger Torpedo). Ce système, semblable à « Fat », permet à la torpille d'accomplir une série de zigzags, ce qui est très efficace lorsqu'elle est tirée contre un convoi. « Lut » est monté sur des T3a (des T3 à batteries améliorées) puis sur des G7a. Ces nouvelles torpilles, bien que pleinement satisfaisantes, ne sont pas aussi répandues que celles classiques.
La T3 avait une portée de 7 500 m et pouvait atteindre 30 nœuds. Équipée d'un détonateur explosant au contact, sur la tête se trouvent quatre « moustaches » conçues pour déclencher l'explosion. La torpille s'arme après une course minimale de 250 mètres grâce à une petite hélice montée sur le nez de celle-ci (l'eau pénétrant dans la tête de la torpille fait tourner l’hélice qui arme ensuite la mise à feu). Le principal défaut de ce modèle réside dans l'explosion : elle ne pouvait se faire que sous un angle d'impact d'environ 20 degrés.

## G7e / T4Falke

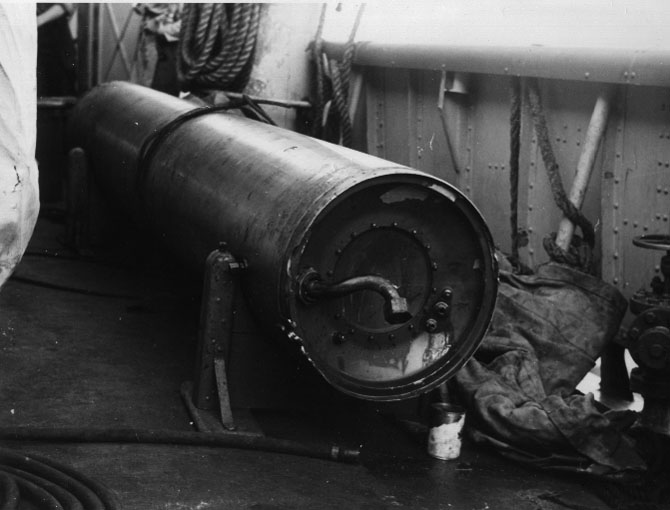
Arrière d'une torpille G7e récupéré par l' après le naufrage de lU-1059 en mars 1944.

La plus grande évolution se fait par l'introduction des torpilles acoustiques, « Falke » et « Zaunkönig », après des recherches commencées dès 1934 en vue de la destruction des navires de guerre. Le guidage se faisait au son émis par les hélices de ces navires. Les défauts des autres torpilles vont accélérer les recherches en ce domaine, désormais les navires de commerce seront aussi visés. La première torpille acoustique est mise en service en mars 1943, elle est dénommée G7e Falke (ou T4).
Sa vitesse est inférieure aux autres (20 nœuds) et sa charge explosive (274 kg) réduite par la taille de la tête acoustique. Fin 1943, une nouvelle torpille acoustique est mise en service : la G7es « Zaunkönig » (ou TV), sa vitesse est de 24 nœuds mais son rayon d'action n'est que de 5,7 km alors que la « Falke » atteint les 7,5 km. La Royal Navy, inquiétée par l'apparition de ces nouvelles torpilles, mettra au point une parade: le système Foxer (en), un appareil émettant un bruit visant à désorienter les torpilles acoustiques. Il est attaché à un long filin derrière les escorteurs, épargnant ainsi les navires du convoi. Ces torpilles, bien qu'étant le reflet d'une Allemagne toujours capable de produire des engins géniaux, ne sont pas du tout satisfaisantes ; leur taux de réussite (sur 700 torpilles lancées) dépasse à peine les 10 % — seuls les U-221, U-603 et U-758 eurent du succès. De plus, ces torpilles, attirées par le bruit des moteurs du U-Boot, revenaient parfois vers le tireur.
Bien qu'étant à la pointe du progrès dans le domaine des armes sous-marine, les allemands devront se battre pendant toute la guerre avec des engins souvent défaillants, voire dangereux pour eux-mêmes. Les « Loups Gris » infligeront cependant de lourdes pertes aux navires alliés.

## Caractéristiques
| Type                  | G7e T2               | G7e T3               | G7e T3 Fat II        | G7e T3a Fat II       | G7e T3a Lut I/Lut II | G7e T3b                | G7e T3c                | G7e T3d              | G7e T3e            | G7e/es T4          | G7e T6               | G7e T10              |
| --------------------- | -------------------- | -------------------- | -------------------- | -------------------- | -------------------- | ---------------------- | ---------------------- | -------------------- | ------------------ | ------------------ | -------------------- | -------------------- |
| Appareil n°           | 20                   | 20                   | 20                   | 20                   | 20                   | 20                     | 20                     | 20                   | 20                 | 37                 | 20                   | 43                   |
| Nom de Code           | -                    | -                    | -                    | -                    | -                    | -                      | -                      | Dackel               | Kreuzotter         | Falke              | -                    | Spinne               |
| Utilisation prévue    | -                    | -                    | -                    | -                    | -                    | S.M.P. Marder          | S.M.P. Seehund         | Opérations spéciales | S.M.P. Seehund     | -                  | -                    | NYE                  |
| Diamètre ø            | 53,46 cm             | 53,46 cm             | 53,46 cm             | 53,46 cm             | 53,46 cm             | 53,46 cm               | 53,46 cm               | 53,46 cm             | 53,46 cm           | 53,46 cm           | 53,46 cm             | 53,46 cm             |
| Longueur              | 716,3 cm             | 716,3 cm             | 716,3 cm             | 716,3 cm             | 716,3 cm             | 716,3 cm               | 716,3 cm               | 1 100 cm             | 716,3 cm           | 716,3 cm           | 716,3 cm             | 716,3 cm             |
| Poids                 | 1 608 kg             | 1 608 kg             | 1 620 kg             | 1 760 kg             | 1 760 kg             | 1 352 kg               | 1 342 kg               | 2 220 kg             | 1 345 kg           | 1 400 kg           | 1 760 kg             | 1 620 kg             |
| Flottabilité négative | 21 %                 | 21 %                 | 21 %                 | 32 %                 | 32 %                 | 1,5 %                  | 0,75 %                 | 1,5 %                | 0 %                | -                  | 32 %                 | 21 %                 |
| Propulsion            | Moteur électrique    | Moteur électrique    | Moteur électrique    | Moteur électrique    | Moteur électrique    | Moteur électrique      | Moteur électrique      | Moteur électrique    | Moteur électrique  | Moteur électrique  | Moteur électrique    | Moteur électrique    |
| Batteries             | 2 x 13               | 2 x 13               | 2 x 13               | 2 x 17               | 2 x 17               | 1 x 13                 | 1 x 13                 | 4 x 17               | 1 x 13             | 1 x 13             | 2 x 17               | 2 x 13               |
| Puissance             | 100 ch               | 100 ch               | 100 ch               | 100 ch               | 100 ch               | 30 ch                  | 30 ch                  | 7 ch                 | 32 ch              | 32 ch              | 100 ch               | 100 ch               |
| Tours par minute      | 1700                 | 1700                 | 1700                 | 1700                 | 1700                 | 1100                   | 1100                   | 500                  | 1125               | 1125               | 1700                 | 1700                 |
| Vitesse               | 30 nœuds (55,6 km/h) | 30 nœuds (55,6 km/h) | 30 nœuds (55,6 km/h) | 30 nœuds (55,6 km/h) | 30 nœuds (55,6 km/h) | 18,5 nœuds (34,3 km/h) | 18,5 nœuds (34,3 km/h) | 9 nœuds (16,7 km/h)  | 20 nœuds (37 km/h) | 20 nœuds (37 km/h) | 30 nœuds (55,6 km/h) | 30 nœuds (55,6 km/h) |
| Distance              | 5 km                 | 5 km                 | 5 km                 | 7,5 km               | 7,5 km               | 4 km                   | 4 km                   | 5,7 km               | 7,5 km             | 7,5 km             | 7,5 km               | 5 km                 |
| Ogive                 | Ka                   | Kb                   | Kb                   | Kb                   | Kb                   | Kb2                    | Kb2                    | Kb2                  | Ke1                | Kd                 | Kf                   | Kb                   |
| Charge                | 280 kg               | 280 kg               | 280 kg               | 280 kg               | 280 kg               | 280 kg                 | 280 kg                 | 280 kg               | 280 kg             | 274 kg             | 300 kg               | 280 kg               |
| Détonateur            | Pi 1                 | Pi 2                 | Pi 2                 | Pi 2                 | Pi 2                 | TZ 2 avec Pi 2f        | TZ 2 avec Pi 2f        | Pi 2                 | TZ 25 avec Pi 4c   | Pi 4a              | TZ 2, TZ 6           | Pi 2                 |
| Système de guidage    | -                    | -                    | Fat                  | Fat                  | Lut                  | -                      | -                      | Lut                  | -                  | Acoustique         | Lut                  | Filoguidé            |